# Makárius legendája
Makárius legendája A 16. századi késő középkori magyar kolostori irodalom alkotása. Bár kolostorban jegyezték le, mégis evilági elemekkel van tele. Jellemzője a Nagy Sándor regények hatása a műben. Forrása: egy latin legendagyűjtemény, a Vitae patrum. A Teleki-kódexben maradt fenn.

## Cselekménye
|  | Alább a cselekmény részletei következnek! |

Theophiuls, Sergius és Timus barátok egy éjjel elszöknek a kolostorból. Tömlöcbe vetik, éheztetik, megverik őket. Harminc napig nem esznek, míg találnak egy almafát. Majd 110 napig a „lyuki emberek" közt vándorolnak. Hegyes tájra érnek, ahol látnak mérges kígyókat, egyszarvút, gyíkokat, sárkányokat. Egy fehér galamb kivezeti őket innen, s eljutnak Nagy Sándor császár szolgájához. Ő azt javasolja nekik, balra induljanak el. 40 nap után egy veremhez érnek. Benne egy leláncolt férfi üvölt, mellette egy nőt mardos a sárkány. Így ordítanak azok, akik megtagadták Krisztust. Egy szép rétre érnek, ahol tűz körül gyöngyös koronájú emberek ülnek. Kérik a barátokat, imádkozzanak, a tűz ne bántsa őket. 40 napi koplalás után finom illatot éreznek, s elalusznak. Mikor felébrednek, egy szentegyházat látnak, nyugat felől drágakő, fehér alabásrom, piros márvány a fala, keleten csillag díszíti. Itt imádkoznak, majd továbbmennek. A hajuk és szakálluk közben olyan hosszú lett, hogy a törpék megijednek tőlük. Egy folyó mellett pihennek, majd étlen-szomjan tovább vándorolnak.  Találnak egy nagy lyukat s elalszanak. Mikor felébrednek, meglátják Makáriust, kinek szakálla befedi egész testét. Mikor az megtudja róluk, hogy szerzetesek, megáldja őket, s felfedi előttük angyali arcát. A szerzetesek elmondják, oda tartanak, ahol a Föld és a Mennyország egyesül. Makárius inti őket, azt ne is keressék, mert élő ember oda nem mehet. Bejáratát Kebrin őrzi, s még ő maga, Makárius sem tudott bejutni. Makárius hirtelen elenyészik, s a szerzetesek imádkozva leborulnak.